# Hannah Spearrittová
Hannah Louise Spearrittová (* 1. dubna 1981 Great Yarmouth) je anglická herečka a zpěvačka.
Je nejmladší ze tří dětí, její strýc Eddie Spearritt byl prvoligovým fotbalistou. Od dětství byla aktivní jako herečka a modelka, vystupovala v National Youth Music Theatre. Roku 1998 debutovala v televizi v detektivní inscenaci The Cater Street Hangman a o rok později ji producent Simon Fuller angažoval do teenagerské hudební skupiny S Club 7, s níž vydala komerčně úspěšné album 7 a účinkovala v televizních seriálech Miami 7, L. A. 7, Hollywood 7, Viva S Club a celovečerním filmu Seeing Double. Po rozpadu skupiny v roce 2003 hrála v kriminální komedii Agent Cody Banks 2 a horroru Chuckyho sémě, objevila se také v televizním seriálu Slečna Marplová. V roce 2007 dostala jednu z hlavních rolí doktorky Abby Maitlandové ve vědeckofantastickém seriálu Pravěk útočí, za kterou byla nominována na TV Quick & TV Choice Awards.